# Stan Regal
Stan Regal, auch Stanislav Regal, (* 1948 in der Tschechoslowakei) ist ein deutscher Musiker und Musikproduzent tschechischer Abstammung.
Stan Regal wuchs in der Tschechoslowakei auf und spielte von 1966 bis 1973 Gitarre und Keyboard in der tschechischen Rockband Atlantis (21). Die Gruppe gastierte als Hintergrundmusiker der Aufführung des Musicals Hair regelmäßig in West-Berlin. Nachdem die Band sich 1973 aufgelöst hatte, arbeitete Regal als Produzent und Tontechniker im eigenen Berliner Audio Studio unter anderem für die Krautrockbands Made in Germany und Agitation Free, die Saragossa Band oder für Georg Danzer. Er produziert für Afric Simone unter anderem die Single Ramaya, einen Nummer-eins-Hit in Italien im Jahr 1976. Regal war Co-Produzent von Die Ärzte bei deren Debütalbum Debil. Von 1973 bis 1986 produzierte er vier Alben für das Ensemble des Berliner Grips-Theaters.
Seit 1998 führt Stan Regal zusammen mit seiner Lebensgefährtin, neben seiner Arbeit in der Musikbranche das Prager Café Slavia in Berlin-Friedenau.